# V.S.K.Valasai
V.S.K.Valasai (en tamil: வி.எஸ்.கே.வலசை) es una localidad de la India capital del distrito de Dindigul, estado de Tamil Nadu.

## Geografía
Se encuentra a una altitud de  m.s.m. a 460 km de Chennai, en la zona horaria UTC +5:30.

## Demografía
Según estimación 2011 contaba con una población de 17685 habitantes.